# 바깥갈비사이근
바깥갈비사이근(external intercostal muscles), 또는 외늑간근은 양쪽에 11개씩, 총 22개 존재하는 갈비뼈 사이의 근육들이다. 갈비사이근의 가장 바깥쪽 근육이다.

## 구조

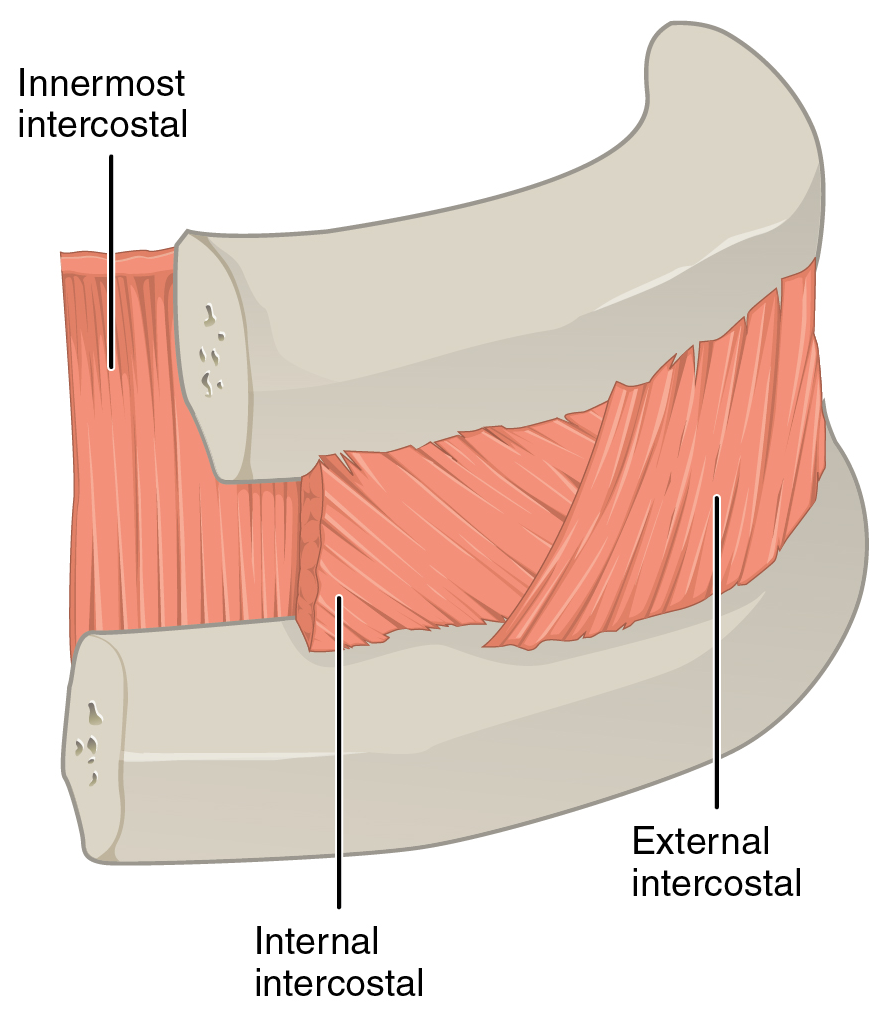
갈비사이근의 세 층을 보여주는 왼쪽 가슴벽의 단면.

바깥갈비사이근은 뒤쪽에서는 갈비뼈의 결절에서 앞쪽으로는 갈비연골까지 뻗어 있으며, 복장뼈 앞까지 이어지는 얇은 막인 바깥갈비사이막까지 계속된다. 이 근육은 들숨이 발생할 때 가로막과 함께 작용한다. 들숨 시 속갈비사이근은 이완되고 바깥갈비사이근은 수축하여 가슴안이 확장되고 폐로 공기가 들어온다.
각각의 바깥갈비사이근은 갈비뼈의 아래쪽 경계에서 일어나고 일어난 갈비뼈 아래의 갈비뼈 위쪽 경계에 닿는다. 가장 아래쪽 두 개의 갈비사이공간에서는 갈비연골의 끝까지 근육이 뻗어 있고 가장 위쪽 두세 개의 갈비사이공간에서는 갈비뼈의 끝에 도달하지 않는다.
바깥갈비사이근은 속갈비사이근보다 더 두께가 두껍다. 이들의 근육 섬유는 가슴의 뒤쪽에서는 비스듬히 아래가쪽으로 향해 있고 앞쪽에서는 아래쪽, 앞쪽, 안쪽으로 향해 있다.

## 추가 이미지
위키미디어 공용에 바깥갈비사이근 관련 미디어 분류가 있습니다.

바깥갈비사이근이 빨간색으로 표시된 애니메이션.
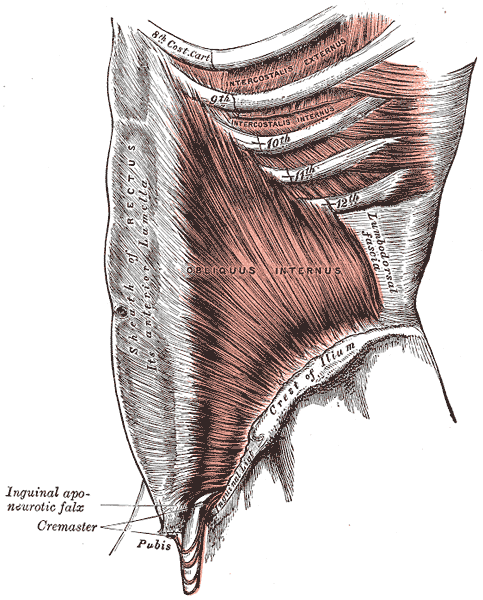
겨드랑의 경계와 함께 가슴과 팔 앞쪽의 깊은 근육이 그려진 그림 . 바깥갈비사이근은 아래쪽 중앙에 표시되었다.
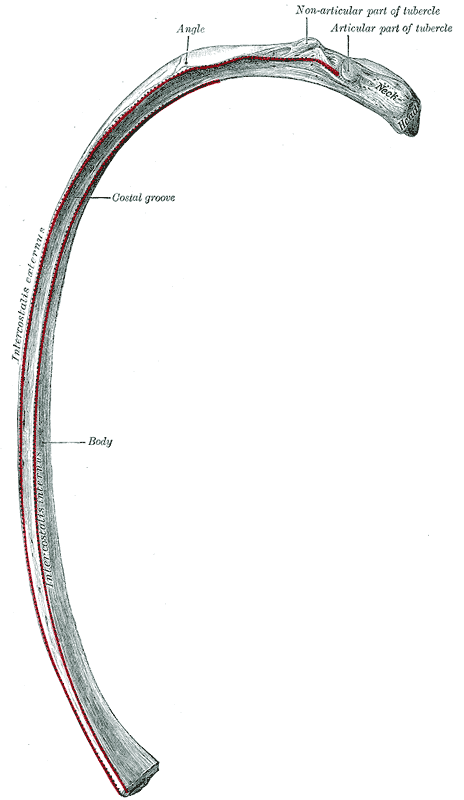
왼쪽의 중앙 갈비뼈 아랫면.
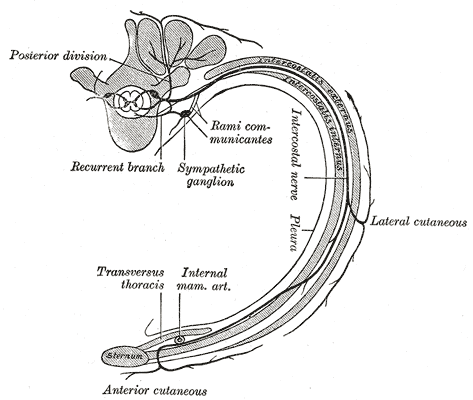
갈비사이신경의 전형적인 주행 경로와 가지의 그림.

## 같이 보기
- 들숨

## 참고 문헌
이 문서는 현재 퍼블릭 도메인에 속하는 그레이 해부학 제20판(1918) page 403의 내용을 기초로 작성된 글이 포함되어 있습니다.